# Nõgiaru
Nõgiaru är en ort i Estland. Den ligger i Nõo kommun och landskapet Tartumaa, i den södra delen av landet, 160 km sydost om huvudstaden Tallinn. Nõgiaru ligger 71 meter över havet och antalet invånare är 264.
Terrängen runt Nõgiaru är platt. Runt Nõgiaru är det glesbefolkat, med 18 invånare per kvadratkilometer. Närmaste större samhälle är Dorpat, 13,1 km nordost om Nõgiaru. Omgivningarna runt Nõgiaru är en mosaik av jordbruksmark och naturlig växtlighet.